# 仲岡しゅん
仲岡 しゅん（なかおか しゅん、本名：仲岡駿、1985年8月 - ）は、日本の弁護士。うるわ総合法律事務所代表、大阪弁護士会所属。関西大学人間健康学部客員教授。MtFトランスジェンダー当事者として、性的少数者の人権問題などに取り組む。自治体、企業、学校などでの講演も多い。著書に北樹出版「ふらっとライフ」（共著）ほか。

## 経歴
1985年、大阪府河内長野市生まれ。大阪府立生野高等学校、大阪市立大学法学部卒業。2010年、関西大学法科大学院修了。知的障がい者ヘルパー、学童保育指導員などを経験。
2014年に司法試験に合格。戸籍上は男性だが、2015年に女性弁護士として大阪弁護士会に登録。MtFトランスジェンダーを公表し、性別適合手術を受けた。身体も女性化しているため、戸籍を女性に変えることも出来るが、「変えられずにもがいている人たちと一緒にいたい」ため、戸籍は男性のままにしている。
大阪市内の法律事務所2カ所で勤務後、2018年4月に独立。「うるわ総合法律事務所」を開設し、DVやセクシュアルハラスメントなどジェンダーに関する法律問題に多く対応する。会社におけるSOGIハラスメントや、トランスジェンダーである人とその子どもの親子関係、本人の同意なく性的指向や過去の性別を第三者に暴露する「アウティング」など、性的少数者の権利をめぐる裁判で代理人をつとめてきた。全国各地の自治体や学校、企業などでの講演も多い。性的少数者の権利擁護について自治体や企業などへの助言も行う。
2017年度に、女性自身でコラム「あんたのトラブルしばいたる!!」を連載。2019年 - 2021年3月、MBS『ミント!』のレギュラーコメンテーター、NHK『バリバラ』『ハートネットTV』など、メディアにも出演。2018年4月から、関西大学人間健康学部の客員教授。2023年12月1日から、朝日新聞デジタル「コメントプラス」コメンテーターの1人。

## MtFに対するデマの否定
「トランス女性（MtF、出生時は男性と割り当てられたが、女性としての性同一性をもつ人）の存在を認めると、女性用のトイレや浴場などに、女装した男性が入ってくる」という主張に対し、「ある男性が、『自分は女だ』と言いさえすれば、直ちにあらゆる女性用の場を使えるかのような想定が、そもそも日本の法律実務からすれば荒唐無稽なものでしかない」「トランスジェンダーは、長い時間をかけ、その人の性別のあり方を根本的に切り替えていくもの」「ほとんどの当事者は体を変えないまま銭湯などで女湯に入ることを望んでもいない」と否定し、「トランスジェンダーは、決してこの社会を破壊しようとするモンスターではない。ネット上で交わされる偏った情報に惑わされることなく、落ち着いて考えてほしい」と話している。

## 誹謗中傷・脅迫の被害
トランスジェンダーを公表し、トランスへの誤った情報を正そうと積極的に発信することで、殺害予告や名誉毀損など、様々な攻撃を受けてきた。

### 誹謗中傷被害
2021年7月、大阪府茨木市在住の女性にTwitterで何度もデマを流したり中傷を繰り返され提訴した。2023年8月、大阪地裁は仲岡の訴えを認め、中傷した女性に対し慰謝料80万円の支払いを命じた。

### 脅迫被害
2023年6月、「男のクセに女のフリをしている」などの中傷や「メッタ刺しにして殺害する」などの殺害予告が届き、警察に被害届を出した。この事件を受けて、大阪弁護士会や自由法曹団など20を超える弁護士団体が、ヘイトクライムであると非難声明を発表した。10月、メッセージを送った男が逮捕された。裁判で男は「LGBT法で変態が女性スペースに入ってくるのはデマだ」という仲岡の主張を暴力で押さえつけたかったと動機を語った。2024年1月、大阪地裁（角田康洋裁判官）は「身勝手な考え」だとして、脅迫の罪で懲役10カ月の実刑判決を言い渡した。しかし、その後も模倣犯による脅迫や嫌がらせが相次いでいる。

## 著書・論文
- 『川西市広報紙』人権コラム「生きる」連載、2016年
- 『LGBTsの法律問題Q&A』分担執筆、大阪弁護士会:著、2016年、LABO
- 『女性自身』「あんたのトラブルしばいたる!!」2017年度連載、光文社
- 『ふらっとライフ』共著（担当範囲:第5章「トランスジェンダー・ライフ」）、2020年4月、北樹出版

ほか

## 出演番組

### テレビ番組
- 『ハートネットTV』（NHK、2019年）[23]
- 『ミント!』（ MBS、2019年 - 2021年3月） - 水曜レギュラー[23]
- 『バリバラ〜障害者情報バラエティー〜』「多様性フェイクニュース」（NHK、2021年4月）[41]
- 『報道ステーション』(テレビ朝日、2022年6月)[3]

### ラジオ
- MBSラジオ「松井愛のすこ〜し愛して★」（2019年 - 現在） - 不定期出演[23]